# Robert O’Hara Burke
Robert O’Hara Burke (ur. 1820 w Saint Clerah’s, zm. czerwiec 1861) – irlandzki oficer policji, podróżnik, badacz Australii.

## Biografia
Urodził się w marcu 1820 roku w Saint Clerah’s w hrabstwie Galway w brytyjskiej Irlandii. W latach 1860–1861 wspólnie z Willsem prowadził ekspedycję, która jako pierwsza przebyła Australię z południa na północ. Zginął jednak w drodze powrotnej, podobnie jak większość uczestników wyprawy w czerwcu 1861 roku.